# 60 에코
60 에코는 상당히 큰 소행성대의 소행성이다. 1860년 9월 14일 워싱턴 D.C.에서 제임스 퍼거슨이 발견했다. 그것은 그의 세 번째이자 마지막 소행성 발견이었다. 그것은 그리스 신화에 나오는 님프인 에코의 이름을 따서 명명되었다. 제임스 퍼거슨은 처음에 그것을 " 티타니아 "라고 명명했는데, 그는 티타니아라는 이름이 이미 사용되고 있다는 것을 몰랐다.
이 천체는 태양을 3년 7개월 주기로 공전 하고 있으며, 장반경은 2.394 AU, 이심률은 0.18이다. 궤도면은 황도에 대해 3.6° 경사각을 가지고 있다. 이 소행성은 60.2km의 지름을 가진 돌로 이루어진 S형 소행성으로 공전 주기는 25.2시간이다. 이 소행성은 어떠한 소행성족에 포함되어 있지 않다.